# Sous-secrétaire d'État à l'Inde
Ceci est une liste des sous-secrétaire d'État parlementaire est des sous-secrétaire d'État permanent du Bureau de l'Inde au cours de la période de la domination britannique entre 1866 et 1948, et pour la Birmanie de 1858 à 1948.
Les sous-secrétaire d'État parlementaire était un poste ministériel et les sous-secrétaire d'État permanent était un des postes de la fonction publique.

## Sous-secrétaire d'État à l'Inde, 1858-1937
| Nom                                    | Portrait | Début fonction | Fin fonction |
| -------------------------------------- | -------- | -------------- | ------------ |
| Henry Baillie                          |          | 1858           | 1859         |
| Thomas Baring                          |          | 1859           | 1861         |
| Comte de Grey                          |          | 1861           | 1861         |
| Thomas Baring                          |          | 1861           | 1864         |
| Lord Wodehouse                         |          | 1864           | 1864         |
| Frederick Temple Blackwood             |          | 1864           | 1866         |
| James Stansfeld                        |          | 1866           | 1866         |
| James Fergusson                        |          | 1866           | 1867         |
| Charles Hepburn-Stuart-Forbes-Trefusis |          | 1867           | 1868         |
| M. E. Grant Duff                       |          | 1868           | 1874         |
| George Hamilton                        |          | 1874           | 1878         |
| Edward Stanhope                        |          | 1878           | 1880         |
| Henry Petty-FitzMaurice                |          | 1880           | 1880         |
| George Byng                            |          | 1880           | 1883         |
| John Kynaston Cross                    |          | 1883           | 1885         |
| George Harris                          |          | 1885           | 1886         |
| Ughtred Kay-Shuttleworth               |          | 1886           | 1886         |
| Stafford Howard                        |          | 1886           | 1886         |
| John Eldon Gorst                       |          | 1886           | 1891         |
| George Curzon                          |          | 1891           | 1892         |
| George W. E. Russell                   |          | 1892           | 1894         |
| Donald Mackay                          |          | 1894           | 1895         |
| William Onslow                         |          | 1895           | 1900         |
| Albert Yorke                           |          | 1900           | 1902         |
| Henry Percy                            |          | 1902           | 1904         |
| Vacant                                 |          | 1904           | 1904         |
| Thomas Thynne                          |          | 1904           | 1905         |
| John Ellis                             |          | 1905           | 1907         |
| Charles Hobhouse                       |          | 1907           | 1908         |
| Thomas Buchanan                        |          | 1908           | 1909         |
| Alexander Murray                       |          | 1909           | 1910         |
| Edwin Samuel Montagu                   |          | 1910           | 1914         |
| Charles Roberts                        |          | 1914           | 1915         |
| John Dickson-Poynder                   |          | 1915           | 1919         |
| Satyendra Prasanna Sinha               |          | 1919           | 1920         |
| Victor Bulwer-Lytton                   |          | 1920           | 1922         |
| Edward Turnour                         |          | 1922           | 1924         |
| Robert Richards                        |          | 1924           | 1924         |
| Edward Turnour                         |          | 1924           | 1929         |
| Drummond Shiels                        |          | 1929           | 1929         |
| Francis Russell                        |          | 1929           | 1931         |
| Harry Snell                            |          | 1931           | 1931         |
| Vacant                                 |          | 1931           | 1931         |
| Philip Kerr                            |          | 1931           | 1932         |
| Rab Butler                             |          | 1932           | 1937         |

## Sous-secrétaire d'État parlementaire à l'Inde et la Birmanie, 1937-1948
| Nom                   | Portrait | début fonction | fin fonction |
| --------------------- | -------- | -------------- | ------------ |
| Edward Stanley        |          | 1937           | 1938         |
| Anthony Muirhead      |          | 1938           | 1939         |
| Hugh O'Neill          |          | 1939           | 1940         |
| Edward Cavendish      |          | 1940           | 1943         |
| Geoffrey FitzClarence |          | 1943           | 1944         |
| William Hare          |          | 1944           | 1945         |
| oger Lumley           |          | 1945           | 1945         |
| Arthur Henderson      |          | 1945           | 1947         |

## Sous-secrétaires d'État permanents à l'Inde, 1858-1937
| Nom                  | Portrait | début fonction | fin fonction |
| -------------------- | -------- | -------------- | ------------ |
| George Russell Clerk |          | 1858           | 1860         |
| Herman Merivale      |          | 1860           | 1874         |
| Louis Mallet         |          | 1874           | 1883         |
| Arthur Godley        |          | 1883           | 1909         |
| Richmond Ritchie     |          | 1909           | 1912         |
| Thomas Holderness    |          | 1912           | 1920         |
| William Duke         |          | 1920           | 1924         |
| Arthur Hirtzel       |          | 1924           | 1930         |
| Findlater Stewart    |          | 1930           | 1937         |

## Sous-secrétaires d'État permanents à l'Inde et la Birmanie, 1937-1948
| Nom               | Portrait | début fonction | fin fonction |
| ----------------- | -------- | -------------- | ------------ |
| Findlater Stewart |          | 1937           | 1941         |
| David Monteath    |          | 1941           | 1948         |